# Komma ut-roman
Komma ut-roman är en litterär genre som oftast riktar sig till tonåringar. Komma ut-romaner handlar om att komma ut ur garderoben.
Den första kom ut-romanen som gavs ut i Sverige var Inger Edelfeldts Duktig pojke som släpptes 1977. Andra exempel på komma ut-romaner är Spela roll (1993) av Hans Olsson, I väntan på liv (1999) av Marika Kolterjahn, Du och jag, Marie Curie (2003) av Annika Ruth Persson och Dags att våga (2005) av Åsa Nilsson. 
En typisk komma ut-roman följer ett visst standardmönster: En tonåring, ofta bokens berättar jag, upptäcker att hon/han är homosexuell, bisexuell eller transperson och plågas på grund av detta av skuldkänslor. Personen förälskar sig, oftast i en person som är säkrare i sin egen sexualitet än huvudkaraktären och avslutas med att personen kommer över rädslan och berättar om sin homosexualitet för sin familj och sina vänner. Lennart Kuick beskriver den typiska komma ut-romanen som en bok om "en ung man med svåra grubblerier och en fientlig omgivning".